# Agglomération lausannoise
L'agglomération lausannoise comprend l'ensemble des communes qui constituent l'aire urbaine de la ville de Lausanne, chef-lieu du canton de Vaud en Suisse, et de ses alentours.

## Structure

Plan des communes de l’agglomération lausannoise en 2012, numérotées dans l'ordre alphabétique. En foncé, les communes faisant aussi partie du projet d'agglomération Lausanne-Morges (PALM). En orange, Lausanne.

L'Office fédéral de la statistique (OFS) a délimité l'agglomération en 2000. Selon cette définition, elle compte 65 communes, avec par date de rattachement (les villes, soit les communes de plus de 10 000 habitants sont ici en gras tandis que les communes ayant adhéré au projet d'agglomération Lausanne-Morges (PALM) sont en italique) :
- 1930
  - Lausanne
  - Prilly
  - Pully
  - Renens
- 1950
  - Chavannes-près-Renens
  - Crissier
- 1960
  - Belmont-sur-Lausanne
  - Bussigny
  - Écublens
  - Épalinges
  - Jouxtens-Mézery
  - Le Mont-sur-Lausanne
  - Lutry
  - Paudex
  - Romanel-sur-Lausanne
  - Saint-Sulpice
- 1970
  - Cheseaux-sur-Lausanne
  - Cugy
  - Denges
  - Échandens
  - Morrens
  - Bourg-en-Lavaux
- 1980
  - Bretigny-sur-Morrens
  - Chigny
  - Échichens
  - Froideville
  - Les Cullayes
  - Lonay
  - Mex
  - Montpreveyres
  - Morges
  - Penthaz
  - Préverenges
  - Savigny
  - Sullens
  - Tolochenaz
  - Villars-Sainte-Croix
  - Vufflens-la-Ville
  - Vufflens-le-Château
- 1990
  - Aclens
  - Assens
  - Bremblens
  - Bussy-Chardonney
  - Carrouge
  - Cossonay
  - Daillens
  - Échallens
  - Étagnières
  - Étoy
  - Lully
  - Lussy-sur-Morges
  - Mézières
  - Penthalaz
  - Poliez-le-Grand
  - Romanel-sur-Morges
  - Saint-Prex
  - Servion
- 2000
  - Aubonne
  - Bioley-Orjulaz
  - Bottens
  - Boussens
  - Buchillon
  - Denens
  - Saint-Barthélemy
  - Saint-Saphorin-sur-Morges
  - Villars-sous-Yens

## Démographie
L'agglomération lausannoise compte 403 110 habitants (en 2015), soit 51,40 % de la population du canton. C'est la plus grande agglomération du canton. Elle est suivie de l'agglomération de la Riviera vaudoise Vevey-Montreux-Villeneuve (Rivelac), de l'agglomération Nyon-Gland (cette dernière étant rattachée à l'agglomération genevoise) et de l'agglomération d'Yverdon.
On y compte aussi près de 60 % des emplois du canton.

## Projets

### Projet d'agglomération Lausanne-Morges (PALM)
Le projet d'agglomération Lausanne-Morges (PALM) a débuté en 2008 et devrait se terminer en 2023. Ce projet a pour but de densifier l'agglomération, évitant ainsi un étalement urbain trop important. Outre l'urbanisation et le développement durable (diminution de l'étalement urbain et de l'emprise sur le milieu naturel), il vise à améliorer l'offre en matière de transports publics, à créer des espaces de détente.
Les principales villes de l'agglomération sont Morges, Renens, Pully et Lausanne. Le PALM divise ainsi l'agglomération en 5 secteurs : Lausanne ; Ouest lausannois ; Est lausannois ; Nord lausannois ; Région Morges.
Les 27 communes qui se sont engagées dans ce projet figurent en italique dans la liste ci-dessus.

### Métropole lémanique
Le projet de Métropole Lémanique a été entériné en 2011 par un accord entre les cantons de Vaud et de Genève, dans le but de développer et de promouvoir le pole économique et de formation que représente l'arc lémanique. Cet accord porte sur la mobilité, l’accueil des fédérations sportives et organisations internationales, la promotion du pôle d’excellence dans le domaine de la santé ainsi que la formation et la recherche.